# Шиллинг, Хайнц
Хайнц Шиллинг (Heinz A. Schilling; род. 23 мая 1942, Бергнойштадт, Рейнская провинция) — немецкий историк, европеист, один из ведущих социальных и политических историков Германии. Доктор философии (1971). Эмерит-профессор Берлинского университета.
Член Европейской академии (2005). Членкор Британской академии (2004). Лауреат премии Хейнекена (2002).
Учился в Кёльне и Фрайбурге.
Докторскую степень получил в Фрайбургском университете. С того же 1971 по 1979 — ассистент и лектор кафедры средневековой истории и раннесовременной на факультете истории Билефельдского университета. В 1977-78 хабилитировался. С 1979 профессор Оснабрюкского, с 1982 — Гисенского, а с 1992 — Берлинского университетов. С 2010 эмерит. Член Берлинско-Бранденбургской академии наук и KNAW.
Председатель Ассоциации истории Реформации (2002—2012).
Почётный доктор Гёттингенского университета (2009). Соавтор теории конфессионализации (theory of confessionalization). Он «один из ведущих немецких специалистов по истории раннемодерной Европы, процессам ее конфессионализации и модернизации».
Женат с 1969 года, трое детей.
Биограф Мартина Лютера, автор Martin Luther: Rebel in an Age of Upheaval {Рец. на ориг. нем. изд-е; рец. на рус. пер.}. Др. работы:
- Civic Calvinism in Northwestern Germany and the Netherlands: Sixteenth to Nineteenth Centuries. (Sixteenth Century Essays and Studies, 17.) Kirksville, MO: Sixteenth Century Journal Publishers, Inc., 1991, 167 pp. {Рец. Glenn S. Sunshine}
- Religion, Political Culture and the Emergence of Early Modern Society: Essays in German and Dutch History, Leiden, E.J. Brill, 1992; 434 pp. {Рец.}